# 1. općinska nogometna liga Virovitica 1982./83.
1. općinska nogometna liga Virovitica za sezonu 1982./83. je bila liga sedmog stupnja nogometnog prvenstva SFRJ. 
 
Sudjelovalo je 12 klubova, a prvak je bilo "Jedinstvo" iz Gradine.  

## Ljestvica
| mj. | klub                | ut. | pob. | ner. | por. | gol+ | gol- | bod |
| --- | ------------------- | --- | ---- | ---- | ---- | ---- | ---- | --- |
| 1.  | Jedinstvo Gradina   | 22  | 14   | 6    | 2    | 89   | 34   | 34  |
| 2.  | Zvijezda Turanovac  | 22  | 15   | 2    | 5    | 82   | 31   | 32  |
| 3.  | Slavonac Pčelić     | 22  | 14   | 2    | 6    | 87   | 30   | 30  |
| 4.  | Graničar Okrugljača | 22  | 13   | 4    | 5    | 63   | 33   | 30  |
| 5.  | Proleter Bušetina   | 22  | 12   | 3    | 7    | 59   | 50   | 27  |
| 6.  | Milanovac           | 22  | 10   | 5    | 7    | 50   | 39   | 25  |
| 7.  | Graničar Majkovac   | 22  | 10   | 3    | 9    | 63   | 59   | 23  |
| 8.  | Tehničar Cabuna     | 22  | 9    | 3    | 10   | 58   | 62   | 21  |
| 9.  | Podgorje            | 22  | 8    | 4    | 10   | 54   | 63   | 20  |
| 10. | Slaven Detkovec     | 22  | 4    | 2    | 16   | 47   | 93   | 10  |
| 11. | Dinamo Kapela Dvor  | 22  | 3    | 2    | 17   | 32   | 108  | 8   |
| 12. | Bratstvo Borova     | 22  | 1    | 2    | 19   | 23   | 111  | 4   |

- Majkovac, skraćeno za Majkovac Podravski – danas dio naselja Žlebina

## Rezultatska križaljka
| kratica | klub                | BRA | DIM | GRAM | GRAO | JED | MIL | POD | PRO | SLAE | SLAO | TEH | ZVI |
| --- | ------------------- | --- | --- | ---- | ---- | --- | --- | --- | --- | ---- | ---- | --- | --- |
| BRA | Bratstvo Borova     |     |     |      |      |     |     |     |     |      |      |     |     |
| DIN | Dinamo Kapela Dvor  |     |     |      |      |     |     |     |     |      |      |     |     |
| GRAM | Graničar Majkovac   |     |     |      |      |     |     |     |     |      |      |     |     |
| GRAO | Graničar Okrugljača |     |     |      |      |     |     |     |     |      |      |     |     |
| JED | Jedinstvo Gradina   |     |     |      |      |     |     |     |     |      |      |     |     |
| MIL | Milanovac           |     |     |      |      |     |     |     |     |      |      |     |     |
| POD | Podgorje            |     |     |      |      |     |     |     |     |      |      |     |     |
| PRO | Proleter Bušetina   |     |     |      |      |     |     |     |     |      |      |     |     |
| SLAE | Slaven Detkovec     |     |     |      |      |     |     |     |     |      |      |     |     |
| SLAO | Slavonac Pčelić     |     |     |      |      |     |     |     |     |      |      |     |     |
| TEH | Tehničar Cabuna     |     |     |      |      |     |     |     |     |      |      |     |     |
| ZVI | Zvijezda Turanovac  |     |     |      |      |     |     |     |     |      |      |     |     |
| |                     |     |     |      |      |     |     |     |     |      |      |     |     |
| podebljan rezultat - utakmice od 1. do 11. kola (1. utakmica između klubova) rezultat normalne debljine - utakmice od 12. do 22. kola (2. utakmica između klubova) rezultat nakošen - nije vidljiv redoslijed odigravanja međusobnih utakmica iz dostupnih izvora rezultat smanjen * - iz dostupnih izvora nije uočljiv domaćin susreta prekrižen rezultat - poništena ili brisana utakmica p - utakmica prekinuta 3:0 p.f. / 0:3 p.f. - rezultat 3:0 bez borbe n.i. - nije igrano |                     |     |     |      |      |     |     |     |     |      |      |     |     |

 Izvori: